# Chahārdah Jofteh
Chahārdah Jofteh (persiska: چهارده جفته) är en ort i Iran.   Den ligger i provinsen Kermanshah, i den västra delen av landet, 500 km väster om huvudstaden Teheran. Chahārdah Jofteh ligger 1 298 meter över havet och antalet invånare är 384.
Terrängen runt Chahārdah Jofteh är kuperad åt sydost, men åt nordväst är den platt.Runt Chahārdah Jofteh är det ganska tätbefolkat, med 60 invånare per kvadratkilometer. Närmaste större samhälle är Ḩomeyl, 8,7 km norr om Chahārdah Jofteh. Trakten runt Chahārdah Jofteh består till största delen av jordbruksmark.